# Birger Andersson (centerpartist)
Torsten Birger Andersson (i riksdagen kallad Andersson i Sala), född 11 juli 1933 i Tvings församling i Blekinge län, död 18 juni 2020 i Uppsala, var en svensk politiker (centerpartist). Han var ordinarie riksdagsledamot 1988–1994, invald för Västmanlands läns valkrets. Till yrket var Andersson rektor och senare kommunalråd.
Han var son till lantbrukaren Sven Andersson och Lilly Johannisson. Han gifte sig 1960 med adjunkten Eva Margareta Löfgren (född 1935). Andersson var kommunalråd i Sala kommun 1986–1988 och ledamot av kommunfullmäktige 1976–1991. I riksdagen engagerade han sig främst i regionalpolitik, utbildningsfrågor, stöd till ungdomsorganisationer, plan- och bygglagen samt trafik-, närings- och energipolitik.